# Aqua (Chicago)
Aqua é um arranha-céu de 261.8 metros de altura, localizado em Chicago, Estados Unidos. Aqua a combina condomínios, apartamentos e hotel.